# モー・モーラム
モー・モーラム（英: Mo Mowlam、[mˈəʊlæm]）の名前で知られるマージョリー・モーラム（英: Marjorie Mowlam、1949年9月18日 – 2005年8月19日）は、労働党に所属していたイングランド出身の政治家である。1987年から2001年までレッドカー選挙区選出の庶民院議員として当選し、第1次ブレア内閣では北アイルランド大臣、内閣府担当閣外大臣、ランカスター公領長官を務めた。
モーラムの北アイルランド大臣在任中には、1998年のベルファスト合意（聖金曜日協定）という歴史的一件があった。彼女自身のカリスマ性と分かりやすい話し口という世評から、多くの人に「新労働党」("New Labour") で最も人気のある政治家のひとりとも考えられた。トニー・ブレアが1998年の労働党大会で彼女に言及した時には、モーラムに対するスタンディングオベーションが起きた。
2001年の総選挙を機に庶民院議員を引退したが、その後は政治評論家や人生相談欄回答者として活動した。議員としての活動中から脳腫瘍を患い、2005年に死去した。

## 幼少期
モーラムはハートフォードシャー・ワトフォード、キング・ストリート43番地（英: 43 King Street）で、ティナとフランク夫妻の間に、3人きょうだいの真ん中として生まれた。彼女は父が副郵便局長になったことから、コヴェントリーに移ってここで育った。1999年にはコヴェントリーの名誉市民権を得た。彼女はきょうだい3人の中で、唯一イレヴンプラス（11歳試験）に合格した。彼女は西ロンドンのチジック女子グラマースクール (Chiswick Girls' grammar school) に通い始め、その後、国内初の総合学校のひとつだった、コヴェントリーのカウンドン・コート・スクールに転校した。卒業後はダラム大学のトレヴェリアン・カレッジで社会学と人類学を学んだ。また1年生の時には労働党に参加した。彼女は当時労働党の国会議員だったトニー・ベンの調査アシスタントとしてロンドンで、またアメリカ人作家アルビン・トフラーのためにニューヨークで働き、その後当時のボーイフレンドと共にアメリカへ移住してアイオワ大学で政治学を学び、スイスの国民投票制度に関する論文でPhD学位を取得した。
モーラムは、1977年にウィスコンシン大学ミルウォーキー校政治学部で、また1977年から1979年にかけてタラハシーのフロリダ州立大学で講師を務めた。タラハシーにいる時には、何者かにアパートメントを荒らされる被害にあったが、モーラム自身は35人の若い女性を殺したとされるシリアルキラー・レイプ犯のテッド・バンディだったのではないかと疑っていた。
モーラムは1979年にニューカッスル・アポン・タイン大学での職を得てイングランドに帰国した。またバーンズリーのノーザン・カレッジで、大学に通う機会を失った生徒向けの成人教育も担当した。1981年には、ニューカッスル大学の副学長だったローレンス・マーティンが、その年のラジオ講座『リース・レクチャーズ』で行っていた授業に対抗した講義を開講した。この授業は Debate on Disarmament（「軍備縮小に関する論議」の意味）として出版され、売上金は核軍縮キャンペーンの資金として寄付された。

## 私生活
モーラムはシティ・オブ・ロンドンのバンカー、ジョナサン・ノートン（英: Jonathan Norton）と1995年6月24日にカウンティ・ダラムで結婚した。ノートンは2009年2月3日に亡くなった。夫妻の間には実子はおらず、姉弟の養子がいた。

## 国会議員として
核軍縮キャンペーンへの参加などから1983年イギリス総選挙の候補者に選出されなかったモーラムは、その後ジェイムズ・ティンの引退に伴って、比較的安定とされるレッドカー選挙区を引き継いだ。彼女は1987年イギリス総選挙で初当選し、この年の遅くに北アイルランドに関する労働党のスポークスマンに就任した。影の大臣だったジョン・スミスと共に、モーラムは労働者の経済的公正に関する英国経済部門の再保証に尽力する、労働党の「プローン・コックテイル・オフェンシヴ」創設者のひとりになった。
モーラムは1992年にジョン・スミスが党首就任したのに合わせて影の内閣入りし、影の国民遺産大臣に就任した。在任中、彼女はバッキンガム宮殿を取り壊して、公財で「近代的な」("modern") 宮殿に建て替えるとして君主制支持者・共和主義者双方の反感を買った。後に、その後の影響も厭わずに自分の考えを述べる彼女の態度は、支持者からモーラム最大の強みと考えられるようになった。
1994年にスミスが亡くなった後は、ピーター・キルフォイルと共に、トニー・ブレアの党首選挙キャンペーンの主要スタッフとなった。ブレアの勝利後、モーラムは影の北アイルランド大臣に就任した。当初彼女は経済大臣になりたいとしてこの役職を拒んでいたが、申し出を受け入れた後は職に邁進した。

### 内閣において
1997年、レッドカー選挙区に出馬したモーラムは、得票差を21,667票まで伸ばした。1997年イギリス総選挙で労働党は地滑り的大勝利を上げ、彼女は女性として初めて北アイルランド大臣に就任した。モーラムはIRA暫定派との停戦合意に手腕を発揮し、シン・フェイン党など多党派で北アイルランドの将来について会談した。平和交渉へ参加するようアルスター・ロイヤリストを説得した時には、危険性も顧みず先例の無いメイズ刑務所訪問を行い、殺人で有罪になったロイヤリストの収監者と、同伴者無しで直に会談した。
モーラムは1998年のベルファスト合意（聖金曜日協定）当時の担当大臣であり、この合意で権力委譲された北アイルランド議会の一時的設立が実現した。しかしながら、ユニオニスト政党との連携はどんどん困難になり、彼女の会議での役割は首相に就任したブレアやそのスタッフに引き継がれてしまい、モーラムは当時のアメリカ大統領だったビル・クリントンに対して、「知らなかったの？私はこの辺の新しいお茶汲み嬢なんです」と自虐するほどだった。
1999年10月のモーラム解任とピーター・マンデルソンの北アイルランド大臣就任は、ユニオニストとの関係悪化が大きな理由だったが、より立場の低い内閣府担当閣外大臣に回されたことには、彼女の健康面や人気など、その他の理由も絡んでいたとされる。モーラムは閣外大臣への配置換えに憤慨し、「『トゥデイ』プログラム担当大臣」（英: "Minister for the Today programme"）とけなしたほどだった。内閣府担当閣外大臣として、モーラムはブレア内閣の「執行者」("enforcer") になろうと追い求めた。
モーラムは内閣の反ドラッグ運動の責任者だったが、2002年には国際的合法化に賛成の意を示した。2000年には、「マリファナをやったとは言いましたが、あれが特に好きだったわけではないし、クリントン大統領と違って、わたしがやったのは吸入です」と述べて学生の時に大麻を使用したと認め、議論を呼んだ。

### 引退
2000年9月4日、モーラムは庶民院議員からの引退と、2001年イギリス総選挙での候補者辞退を発表した。引退後は政府の諸政策に対する評論家となり、特に2003年のイラク戦争（3月のイラク侵攻）の際に活躍した。彼女はヴァネッサ・レッドグレイヴ、遅れて表明したトニー・ベン、タリク・アリ、ケン・リヴィングストン、ビアンカ・ジャガーと並んで、イラク戦争反対抗議に参加した。
引退に引き続き、モーラムは男性向け雑誌『ズー』の人生相談欄回答者になった。また、国会議員としての仕事が恋しいとも述べた。その後は、リハビリを成功させた薬物使用者を助け、障害を持つ子どもたちの親や介護者に支援を行うチャリティ事業、「モーモー・ヘルプス」(MoMo Helps) を立ち上げたりした。2002年には、個人的回想記 Momentum: The Struggle for Peace, Politics and the People を出版している。

## 闘病と死
労働党に政権をもたらした1997年イギリス総選挙の5ヶ月前、モーラムは脳腫瘍と診断されたが、タブロイド紙に自身の顔貌を嘲笑される記事が載るまでこの事実をひた隠しにしようとした。彼女は完治に成功したと述べたが、多くの治療法を行う中で、彼女の髪はほとんど抜けてしまった。その後はよく鬘を付けて生活したが、「とっても厄介だわ」("such a bother") として、公衆の面前で何気なく外すこともしばしばだった。
2005年8月3日、BBCは、モーラムがロンドンのキングズ・カレッジ病院で危篤状態に陥っていると報じた。彼女は放射線療法の結果平衡障害にも陥っていた。夫によれば、この放射線療法が原因で、2005年7月30日に倒れ、頭部外傷を負ってそのまま意識を回復しなかったという。蘇生措置拒否を求めた生前の意志があり、これが尊重された。
2005年8月12日、彼女はケント・カンタベリーのピルグリムズ・ホスピス (Pilgrims Hospice) に転院し、7日後に55歳で死去した。後には夫のジョン・ノートンと、2人の養子が残された。モーラムの死から13日前には、1997年の新労働党内閣でともに働いたロビン・クックも亡くなっていた。
2010年1月には、彼女の元主治医から、モーラムの脳腫瘍は悪性であり、1996年に3年の余命と診断されていたことが公表された。医師側の勧めにもかかわらず、彼女はブレア首相や選挙区の有権者には本当の病状を隠し、中でもブレアには自身の脳腫瘍は良性ですぐ公務に復帰できると嘘をついていたという。
モーラムは無神論者であり、1980年代に活躍したバンド・カミュナーズのメンバーだったリチャード・コールズが執り行った非宗教的葬儀の後、2005年9月1日にシッティングボーンで火葬された。遺灰の半分は北アイルランド大臣公邸のヒルズバラ城に撒かれ、もう半分は以前の地盤だったレッドカー選挙区に撒かれた。

## メモリアル
モーラムを偲ぶ会は2005年11月20日にシアター・ロイヤル (ドルリー・レーン)で行われ、同年12月1日にヒルズバラ城、また12月3日にレッドカーで行われた。
モーラムを記念し、レッドカー・アンド・クリーヴランド単一自治体は公式に記念のモザイクを作成し、レッドカーで新しく建て替えられたボート用湖で2009年10月23日にお披露目した。800枚のタイルが用いられた複雑なモザイクは、3メートルの輪の中に作られ、地元の芸術家であるジョン・トッド (John Todd) が彼女の人生や興味を表現したものである。中心には彼女の肖像が描かれ、これを彼女が散策を愛した浜辺や、結婚式も行われたレッドカー競馬場の競走馬、レッドカー鉄工所、ゼットランド (救命艇)、北アイルランド平和交渉の象徴である握られた手と鳩、ウェストミンスター宮殿（国会議事堂）などが描かれている。

## ドキュメンタリードラマ
2009年、チャンネル4で、1997年の労働党勝利から2005年の死まで彼女の人生を追うドキュメンタリードラマ映画、『モー・モーラム 〜不可能を可能にした女〜』が制作された。この映画ではジュリー・ウォルターズがモーラムの役を演じた。作品は2010年1月31日に放送され、350万人に視聴されたことで、チャンネル4としては2001年以来最高視聴率を記録したドラマになった。映画は批評的にも成功し、労働党国会議員のアダム・イングラムは「[ドラマが]モーの本質を家庭に届けた」と述べた。作品は英国アカデミー賞テレビ部門単発ドラマ賞、ゲイリー・ルイスは助演男優賞にノミネートされたほか、ウォルターズが主演女優賞を獲得した。